# Palumbungan Wetan
Palumbungan Wetan is een bestuurslaag in het regentschap Purbalingga van de provincie Midden-Java, Indonesië. Palumbungan Wetan telt 1103 inwoners (volkstelling 2010).